# Wiktor Bielakow
Wiktor Nikołajewicz Bielakow, ros. Виктор Николаевич Беляков (ur. 7 czerwca 1963 w Ufie, zm. w maju 2023) – rosyjski hokeista, trener hokejowy.

## Kariera
- Saławat Jułajew Ufa (1981-1987)
- SKA Swierdłowsk (1987-1988)
- Saławat Jułajew Ufa (1988-1991)
- Awangard Omsk (1991-1993)
- Saławat Jułajew Ufa (1994-1995)
- Rubin Tiumeń (1994)
- Chołmogoriec Nojabr´sk (1995)
- Sputnik Niżny Tagił (1995)
- STS Sanok (1995-1996)
- TTH Toruń (1996-)

Wychowanek i wieloletni zawodnik Saławata Jułajew Ufa. Od 1995 zawodnik STS Sanok (wraz z nim rodacy Siergiej Szywrin, Aleksandr Nikołajew). W sezonie 1995/1996 był najlepszym snajperem w drużynie STS. Kolejny sezon 1996/1997 rozpoczął w STS, a w jego trakcie odszedł z drużyny i kontynuował grę w TTH Toruń. Tam występował z nim także Aleksandr Nikołajew.
Po zakończeniu kariery został trenerem. Od 2008 do 2010 był szkoleniowcem drużyny juniorskiej Saławatu, a od 2010 do 2011 juniorów w klubie Nieftianik Almietjewsk.

## Sukcesy
Klubowe
- Mistrzostwo wyższej ligi: 1982, 1985 z Saławatem Jułajew Ufa

## Inne informacje
Inny rosyjski hokeista o tożsamości, Wiktor Jewgienjewicz Bielakow, urodzony 5 sierpnia 1969, pochodził i grał w obecnym Petersburgu oraz został tam trenerem.